# Pfarrkirche Großdorf

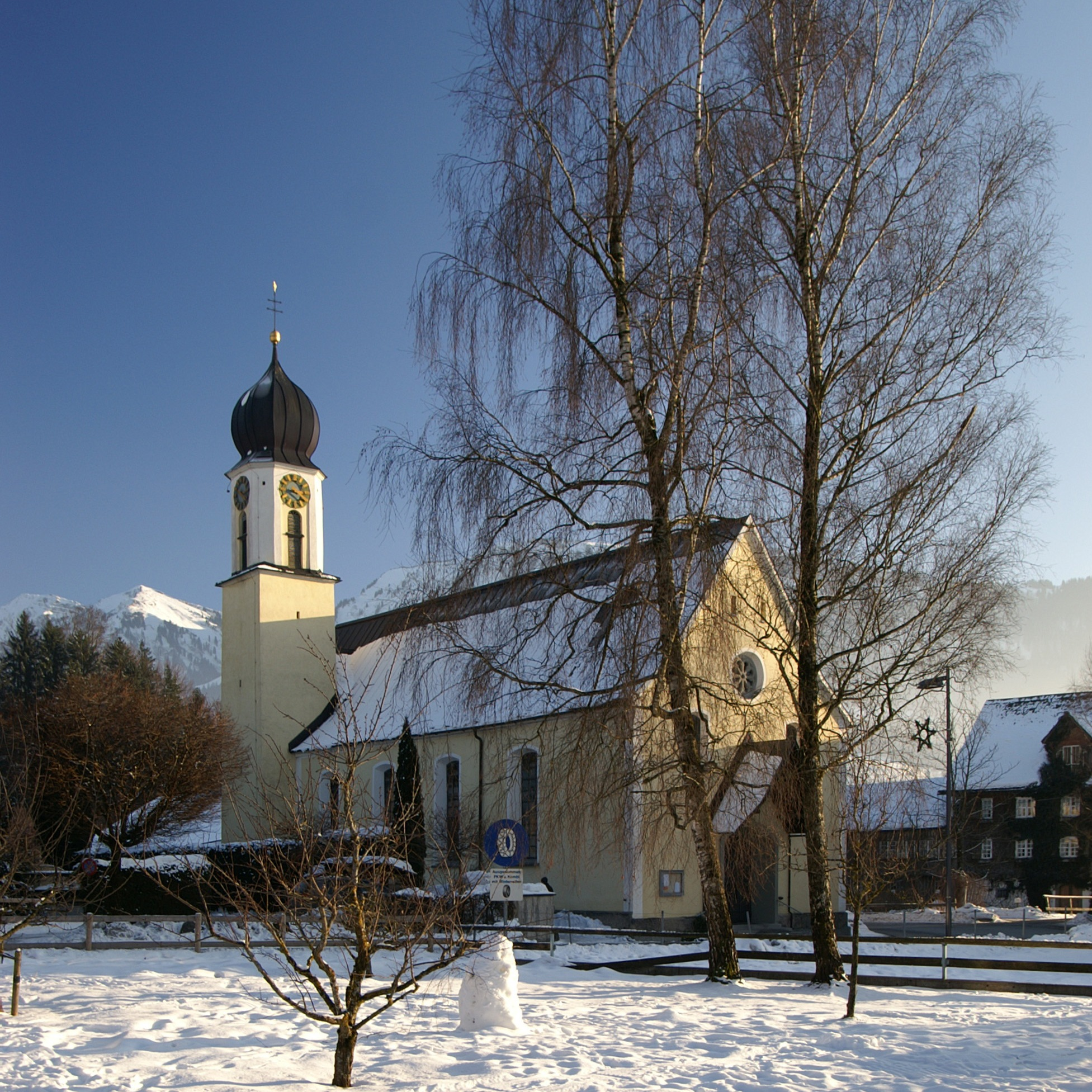
Kath. Pfarrkirche hl. Josef in Großdorf

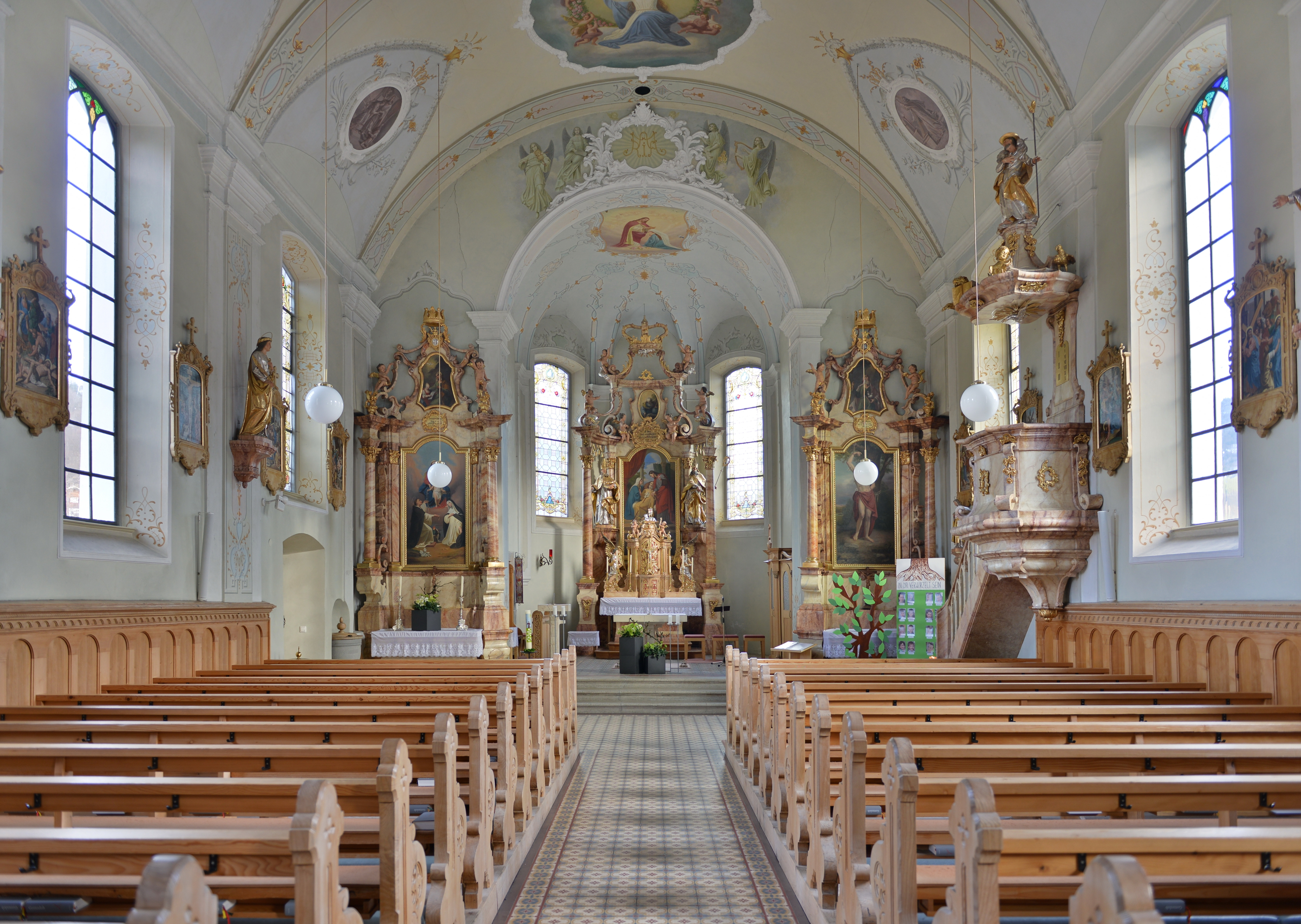
Innenansicht

Die römisch-katholische Pfarrkirche Großdorf steht in der Ortschaft Großdorf in der Bregenzerwälder Gemeinde Egg im Bezirk Bregenz in Vorarlberg. Sie ist dem heiligen Josef geweiht und gehört zum Dekanat Hinterwald in der Diözese Feldkirch. Das Bauwerk steht unter Denkmalschutz.

## Geschichte
Bereits vor 1687 ist eine Kapelle überliefert, die im Jahre 1716 zur Pfarrkuratie wurde. In den Jahren 1760 bis 1762 wurde nach den Plänen von Kaspar Waldner die Kirche errichtet und 1770 geweiht. Im Jahre 1862 wurde die Kirche nach Westen erweitert und die Altäre und die Kanzel vom Maler Johann Michael Zündel neu gefasst. Im Jahre 1883 wurde die Josefskirche zur Pfarrkirche erhoben.

## Architektur
Die Kirche hat ein Langhaus mit gewölbter Decke und eingezogenem gewölbtem Chor und einen Nordturm mit Zwiebelhelm mit angebauter Sakristei beim Chor.
Die Deckenbilder Josef in Ägypten und Tod des Josef vom Maler Linus Seif aus dem 18. Jahrhundert wurden bei der Kirchenrestaurierung im Jahre 1908 durch neue Deckenbildern Verkündigung, Geburt Christi, Heilige Familie und Rosenkranzmadonna vom Maler Anton Marte überdeckt. Die Glasfenster aus 1908 sind von der Vorarlberger Glasmalerei in Dornbirn.

## Orgel
Die Orgel aus 1865 von Alois Schönach wurde 1895 umgebaut und 1944 erweitert.